# 常州信息职业技术学院
常州信息职业技术学院，是位于江苏省常州市的一所机电类普通专科学校，隶属江苏省信息产业厅。

## 历史
- 1962年，创办常州市勤业机电学校。

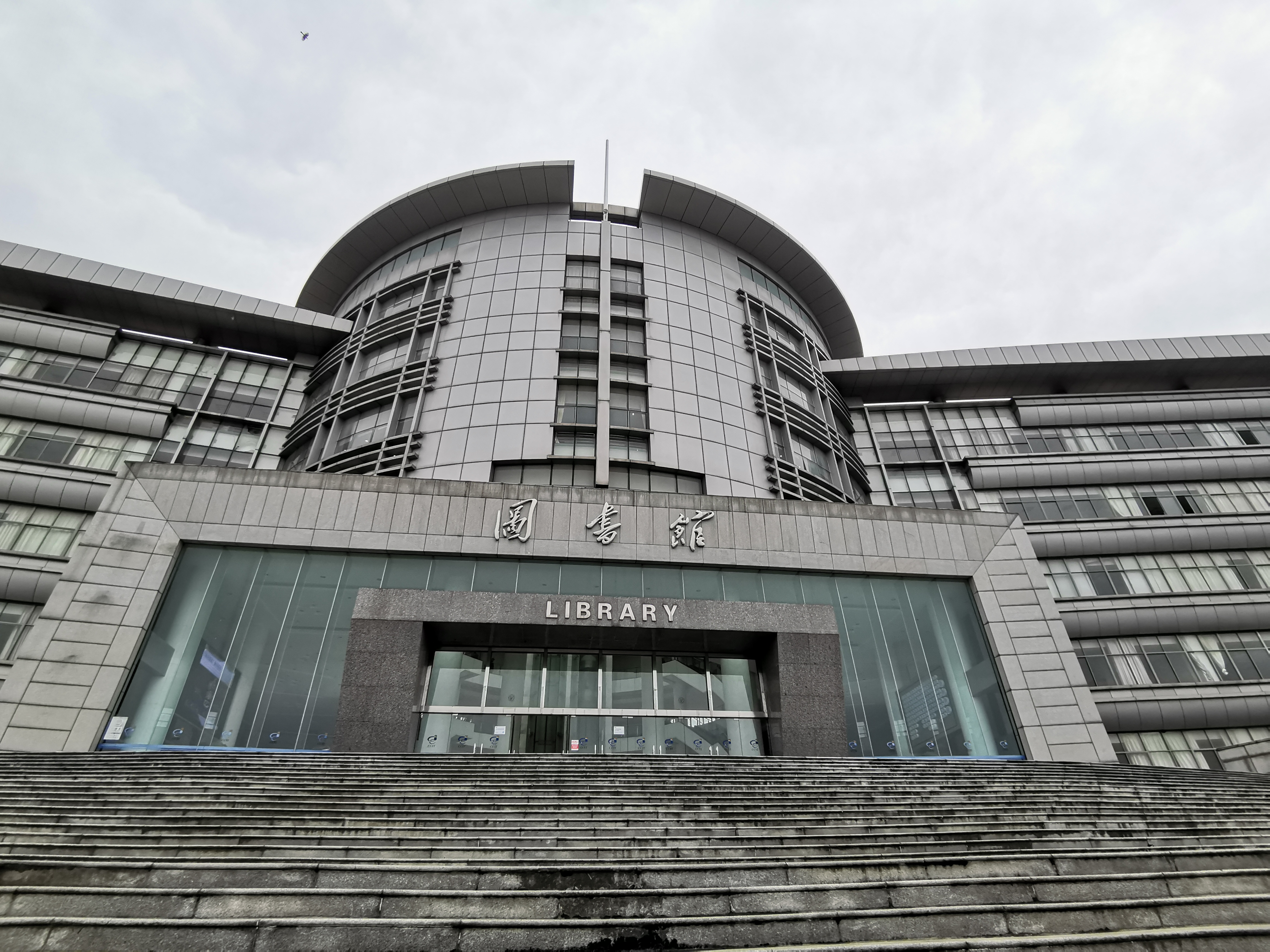
常州信息职业技术学院图书馆

- 1970年，成立常州市“七·二一”无线电工人学校，后更名常州市无线电工业局工人大学，更名常州市电子职工大学。
- 1980年，更名常州无线电工业学校。
- 2000年10月，常州无线电工业学校与常州市电子职工大学合并为常州信息职业技术学院。

## 专业设置
- 软件与大数据学院
- 智能装备学院
- 电子工程学院
- 数字创意学院
- 数字经济学院